# Ukraina i olympiska vinterspelen 2010
Ukraina deltog vid de olympiska vinterspelen 2010 med 52 tävlande i 9 sporter.